# Tadeusz Moszczeński
Tadeusz Józef Moszczeński herbu Nałęcz (ur. 10 stycznia 1891 w Lisku, zm. 1944 na Węgrzech) – podpułkownik aptekarz Wojska Polskiego.

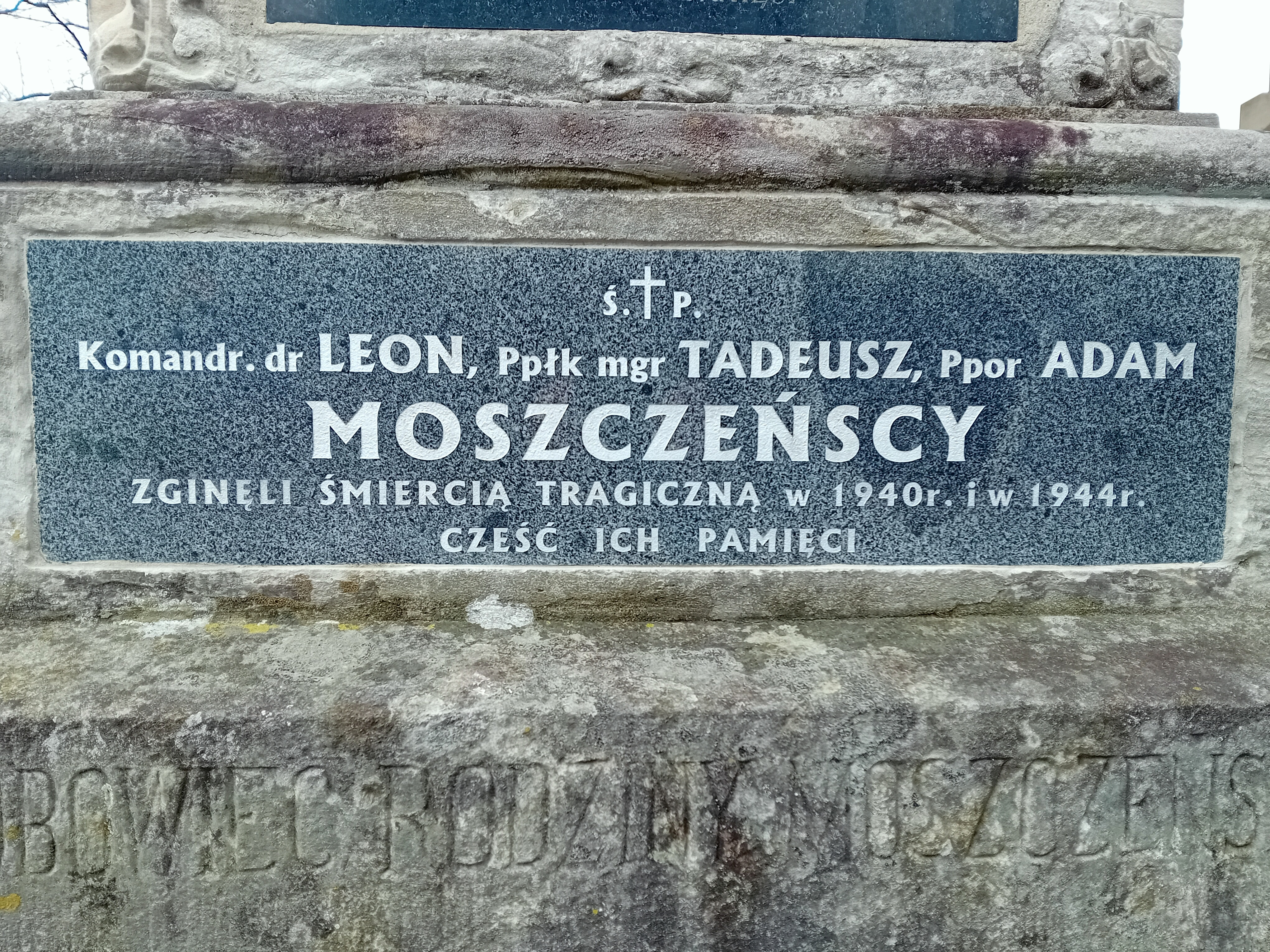
Symboliczna tablica na grobowcu Moszczeńskich w Lesku

## Życiorys
Tadeusz Józef Moszczeński urodził się 10 stycznia 1891 w Lisku. Pochodził z rodziny Moszczeńskich h. Nałęcz, zamieszkującej w Lisku. Był synem Ferdynanda Moszczeńskiego herbu Nałęcz (1844–1921, aptekarz i burmistrz Liska) oraz Marii z domu Muszyńskiej (1860–1938, inicjatorka powstania i pierwsza prezes koła TSL w Lesku od 1898 do 1907). Miał braci Mariana (1883–1962, do 1918 oficjał medykamentowy w rezerwie C. K. Obrony Krajowej, odznaczony Złotym Krzyżem Zasługi Cywilnej z koroną, przejął po ojcu aptekę w Lesku),  Leona (1889–1940, kmdr lekarz Wojska Polskiego, ofiara zbrodni katyńskiej), Stanisława (ur. 1895), Stefana (ur. 1900). Wraz z rodziną zamieszkiwał w domu przy ulicy Pułaskiego w Lesku.
Kształcił się w C. K. Gimnazjum w Sanoku, gdzie w 1905 ukończył IV klasę. W okresie nauki wraz z bratem Leonem zamieszkiwał u Aitala Witoszyńskiego przy ulicy Kolejowej. W 1908 ukończył VI klasę w C. K. Gimnazjum w Bochni.
Uzyskał tytuł magistra farmacji. Po wybuchu I wojny światowej został mianowany wojskowym akcesistą medykamentowym w rezerwie 1 listopada 1914 przy dywizyjnym zakładzie sanitarnym piechoty nr 24 i pozostawał w tej randze do 1918. Był przydzielony do szpitala garnizonowego nr 3, gdzie na początku 1918 był wojskowym asystentem aptekarskim w rezerwie.
Po zakończeniu wojny, jako były oficer armii austriackiej został przyjęty do Wojska Polskiego i zatwierdzony w stopniu porucznika aptekarza. Został awansowany na stopień kapitana w korpusie oficerów zawodowych sanitarnych dział aptekarze ze starszeństwem z dniem 1 czerwca 1919. W 1923, 1924 jako oficer nadetatowy 10 Batalionu Sanitarnego służył w Szefostwie Sanitarnym Dowództwa Okręgu Korpusu Nr X w Przemyślu. Został awansowany na stopień majora aptekarza w korpusie oficerów sanitarnych ze starszeństwem z dniem 1 stycznia 1927. W 1928 był oficerem w 10 Okręgowym Szefostwie Sanitarnym. W 1932 był zarządcą Głównej Składnicy Sanitarnej Nr 2 w Przemyślu. Później został awansowany na stopień podpułkownika aptekarza. Sprawował stanowisko szefa Służby Zaopatrzenia Sanitarnego Wojska Polskiego w Warszawie (naczelny aptekarz WP). Był członkiem oddziału Polskiego Białego Krzyża w Przemyślu.
Podczas II wojny światowej był internowany na Węgrzech i w 1944 został zamordowany przez nilaszowców. Tadeusz, Leon i Adam (ur. 1919, syn Mariana, student farmacji), także zamordowany w Katyniu) Moszczeńscy zostali upamiętnieni (z inicjatywy Zofii Zubrzyckiej oraz Janiny Witoszyńskiej z domu Moszczeńskiej) symboliczną inskrypcją, wykonaną na tabliczce przez Edwarda Barana i umieszczoną na grobowcu rodziców na cmentarzu w Lesku.

## Ordery i odznaczenia
- Złoty Krzyż Zasługi (19 marca 1931)[37]
- Odznaka Honorowa Polskiego Czerwonego Krzyża II stopnia (1935)[38]
- Złoty Krzyż Zasługi Cywilnej z koroną na wstążce Medalu Waleczności z mieczami (Austro-Węgry, 1918)[19][39][17]
- Złoty Krzyż Zasługi Cywilnej z koroną na wstążce Medalu Waleczności (Austro-Węgry, 1916)[40][17]